# موروخوو
موروخوو (به لاتین: Morochów) یک روستا در لهستان است که در گمینا زاگوژ واقع شده‌است. موروخوو ۳۰۰ نفر جمعیت دارد.